# القصير (درعا)
القصير قرية سورية تتبع ناحية الشجرة في منطقة مركز درعا في محافظة درعا. بلغ عدد سكانها 674 نسمة في عام 2004 حسب إحصاء المكتب المركزي للإحصاء.